# Gemäldegalerie Dachau
Die  Gemäldegalerie Dachau  dokumentiert die Geschichte der Künstlerkolonie Dachau von ihren Anfängen um die Mitte des 19. Jahrhunderts bis weit ins 20. Jahrhundert hinein. Die ständige Sammlung umfasst ca. 200 Gemälde und einige Skulpturen. Sie hat ihren Sitz in den Räumen der Sparkasse in der Altstadt Dachaus.

## Geschichte der Sammlung
Der Grundstock der Gemäldesammlung geht auf den Museumsverein Dachau zurück, den der Maler Hans von Hayek zusammen mit Hermann Stockmann und August Pfaltz 1903 gründete. Nach drei Jahren intensiver Sammeltätigkeit eröffnete Prinz Ludwig von Bayern am 26. August 1908 die erste Gemäldegalerie in zwei Räumen im Dachauer Schloss. 1958 musste das Schloss geräumt und die Sammlung eingelagert werden. Von 1973 an wurde die Sammlung durch den Museumsverein inventarisiert und maßgeblich erweitert, so dass die Gemäldegalerie in der Altstadt gegenüber dem Rathaus 1985 wiedereröffnet werden konnte. Leitung und Betrieb gingen 1988 auf den Zweckverband Dachauer Galerien und Museen über. Mit dem Umbau erhielt die Gemäldegalerie 2005 einen modernen Sonderausstellungsbereich im zweiten Obergeschoss und eine Dachterrasse hoch über der Altstadt.

### Dauerausstellung

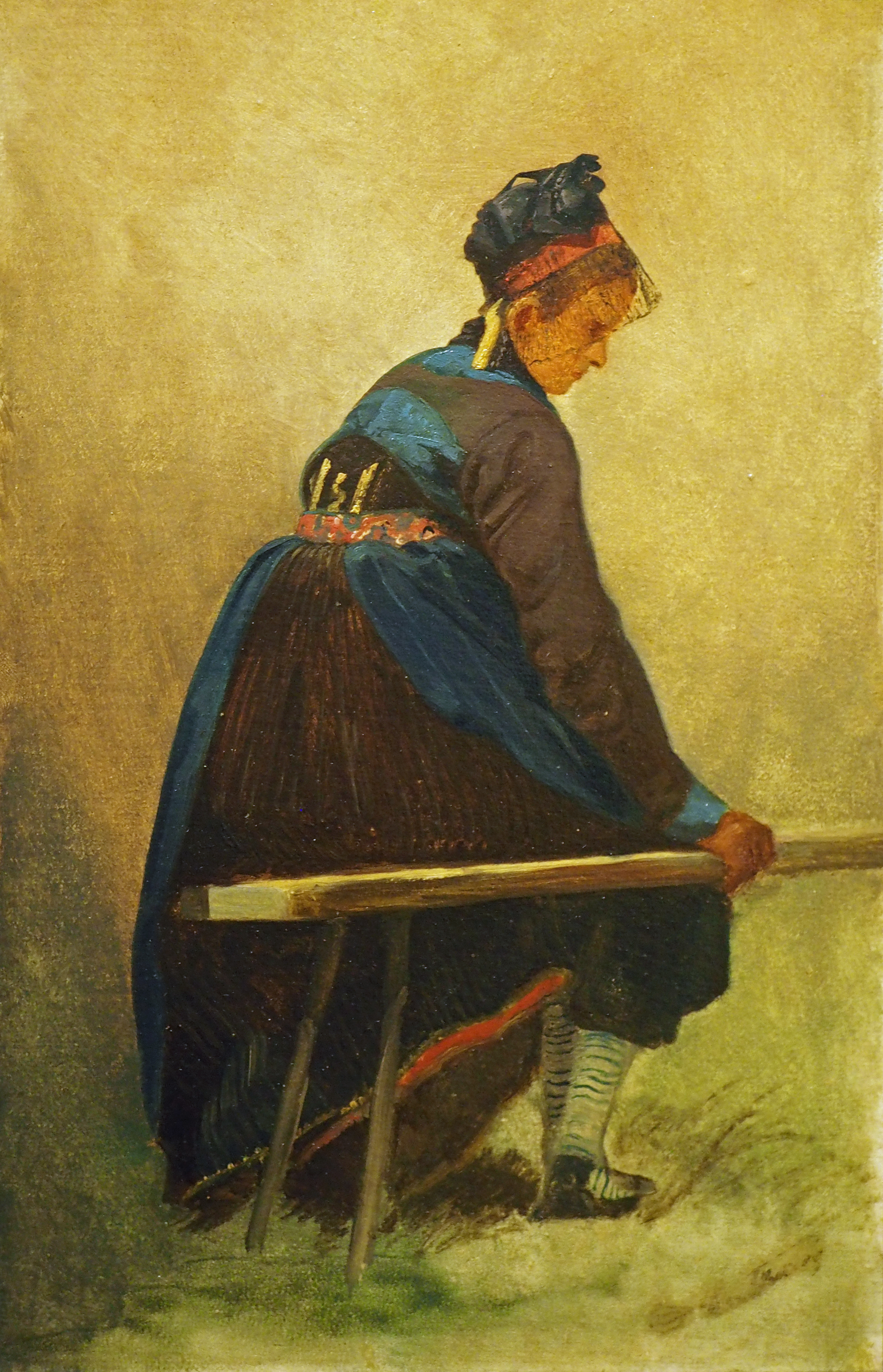
Gemälde von Carl Spitzweg in der Galerie: Dachauerin auf einer Bank sitzend

Der Rundgang beginnt mit der Entdeckung des vor den Toren Münchens gelegenen Marktorts Dachau und seiner stimmungsvollen Mooslandschaft durch die Maler um die Mitte des 19. Jahrhunderts. In den folgenden Jahrzehnten kamen immer mehr Landschaftsmaler nach Dachau und seine nähere Umgebung. Nach und nach entstand eine Künstlerkolonie. Eine kleine Gruppe von Künstlern, Adolf Hölzel, Ludwig Dill und Arthur Langhammer, machte Dachau mit einer Ausstellung in Berlin 1898 überregional bekannt. Adolf Hölzels künstlerische Ideen führten zeitgleich mit anderen Künstlern zur abstrakten Malerei des 20. Jahrhunderts. Der Ausbruch des Ersten Weltkriegs bereitete der Entwicklung der Künstlerkolonie ein jähes Ende. Doch auch die danach einsetzende Neuorientierung der Künstler hinterließ in Dachau ihre Spuren. 
In der Dauerausstellung werden Bilder aus eigenem Bestand sowie Gemälde des Museumsvereins und der Stadt Dachau gezeigt. Ergänzend kommen Leihgaben großer Münchner Sammlungen hinzu. Unter den ausgestellten Gemälden befinden sich Werke von Johann Georg von Dillis, Christian Morgenstern, Carl Spitzweg, Eduard Schleich der Ältere, Adolf Lier, Max Liebermann, Ludwig Dill, Fritz von Uhde, Adolf Hölzel, Emmi Walther, Arthur Langhammer, Leopold von Kalckreuth, Lovis Corinth, Heinrich von Zügel u. a.
Des Weiteren wurden 2014 von Schülern des Ignaz-Taschner-Gymnasiums selbst produzierte Audio-Guides zu sechs Werken angefertigt. Diese sind durchgängig in der Gemäldegalerie vorzufinden und beinhalten Bilder von z. B. John Hammer, Lovis Corinth, Fritz von Uhde und Adolf Hölzel.

### Sonderausstellungen
Sonderausstellungen beschäftigen sich regelmäßig mit einzelnen Aspekten der Dachauer Freilichtmalerei sowie anderen europäischen Künstlerkolonien.